# Hel·lanic de Lesbos
|  | «Hel·lanic» redirigeix aquí. Vegeu-ne altres significats a «Hel·lanic (desambiguació)». |

Hel·lanic (grec antic: Ἑλλάνῑκος, llatí: Hellanīcus) fou un logògraf de l'antiga Grècia que visqué al segle v aC i era natural de Mitilene, a l'illa de Lesbos. Era considerat el logògraf més important.

## Biografia
El seu pare es deia Andròmedes o Aristòmenes, o, segons la Suda, Escamó. Segons el relat confós de la Suda, va viure amb Heròdot a la cort d'Amintes I de Macedònia (547 aC-498 aC), i encara era viu en temps del rei Perdicas II de Macedònia (454 aC-413 aC). Però Llucià de Samòsata diu que va morir a 85 anys, i Pàmfil diu que al començament de la guerra del Peloponnès, vers el 431 aC, tenia 65 anys; així, hauria nascut el 496 aC i mort el 411 aC. Encara que per una referència sembla viu el 406 aC al moment de la batalla de les Arginuses, el cert és que Tucídides diu que ja havia mort el 404 aC. El biògraf anònim d'Eurípides diu que va néixer el dia de la batalla de Salamina (481 aC) i que va rebre el nom per la victòria dels hel·lens sobre els bàrbars, però això sembla massa fabulós. No se sap res més de la seva vida, més que la Suda diu que va morir a Perperene, a la costa de l'Àsia Menor, davant Lesbos.

## Obra
Es diu que escriure una trentena d'obres, però moltes s'han considerat espúries. D'altra banda, no se'n conserva cap. Segons Preller, li corresponen:
- Deucalionea (Δευκαλιωνεία). En dos llibres, de caràcter genealògic, parlava de les tradicions a Tessàlia sobre el mite de Deucalió i els seus descendents fins al temps dels argonautes.
- Forònida (Φορωνίς). En dos llibres, de caràcter genealògic, parlava de les tradicions dels pelasgs i els argius des de l'època de Foroneu i Ògig fins a Hèracles.
- Atlantíada (Ἀτλαντιάς). En dos llibres, de caràcter genealògic, contenia les llegendes i tradicions sobre Atles i els seus descendents.
- Troïques (Τρωικά). En dos llibres, de caràcter genealògic, de caràcter genealògic, començava a l'època de Dàrdan.
- Àtida (Ἀτθίς). Una història de l'Àtica, en almenys quatre llibres. El primer contenia la història del període mític; el segon parlava de l'Àtica antiga. El tercer i quart llibres són poc coneguts, però se sap que Hel·lanic parlava de les colònies àtiques establertes a la Jònia i dels esdeveniments posteriors fins a la seva època.
- Eòliques (Αἰολικά), o la història dels eolis a l'Àsia Menor i a les illes de l'Egeu. Un títol Λεσβίακα i un altre Περὶ Χίου κτίσεως sembla que corresponen a seccions d'aquesta obra.
- Pèrsiques (Περσικά), segurament l'obra de la qual Esteve de Bizanci cita fragments.
- Les sacerdotesses d'Hera (Ἱέρειαι τῆς Ἥρας). En tres llibres, era una llista de sacerdotesses d'Hera a Argos.
- Els carneonics (Καρνεονῖκαι). Es tractava d'una llista de vencedors en els concursos musicals i poètics de les Carnees.

Esteve de Bizanci fa menció d'altres obres que porten el nom d'Hel·lanic: Κυπριακά (Cípriques), τὰ περὶ Λυδίαν (Els afers de Lídia) i Σκυθικά (Escítiques), que possiblement eren parts d'una altra obra, potser les Pèrsiques.
Les obres següents són espúries:
- Egipcíaques (Αἰγυπτίακα). El contingut del llibre, citat per Arrià i Aulus Gel·li, demostra que va ser escrit quan ja havia mort.
- Anàbasi a Ammó (Εἰς Ἄμμωνος ἀνάβασις). L'esmenta Ateneu, que dubta si era d'Hel·lanic.
- Costums dels bàrbars (Βαρβαρικὰ νόμιμα). Aquesta obra, ja ho veien així els antics, era una recopilació de les obres d'Heròdot i Damastes.
- Noms dels pobles (Ἐθνῶν ὀνομασίαι). Una recopilació similar a l'anterior.